# 班納鎮區 (北達科他州卡弗利爾縣)
班納鎮區（英語：Banner Township）是位於美國北達科他州卡弗利爾縣的一個鎮區。

## 地方資料
班納鎮區的面積為77.44平方千米，當中陸地面積為75.30平方千米，而水域面積為2.14平方千米。根據2020年美國人口普查的數據，當地共有人口24人，而人口密度為每平方千米0.31人。